# Гринс, Александрс
А́лександрс Гринс (латыш. Aleksandrs Grīns, настоящее имя Е́кабс Гринс, латыш. Jēkabs Grīns; 15 августа 1895, Биржская волость, Фридрихштадтский уезд, Курляндская губерния — 25 декабря 1941, Астрахань) — латвийский писатель и военнослужащий, журналист, военный корреспондент, участник боевых действий в Первой мировой войне. Сотрудничал с газетой «Сегодня».

## Биография
Родился в Биржской волости (Калнская волость, Фридрихштадтский уезд, ныне Екабпилсский край). После окончания школы в Цесисе поступил добровольцем в российскую императорскую армию. Участвовал в боях Первой мировой войны. Закончил одно из московских военных училищ прапорщиком (1915), после окончания училища был направлен на фронт. В последующем добился перевода в новообразованные батальоны латышских стрелков. В июле 1917 года был тяжело ранен и после операции, из-за развала Западного фронта, эвакуирован в Петроград.
В Латвию вернулся уже после заключения Брестского мира. Весной 1919 года Гринс был мобилизован в армию Латвийской ССР, однако в ходе её отступления перешёл на сторону войск Латвийской Республики. В 1920 году Александрс Гринс получил чин капитана латвийской армии. С 1920 и по 1924 год он работал военным журналистом, был заместителем главного редактора журнала латвийской армии латыш. Latvijas kareivis.
В 1924 году вышел в отставку и начал карьеру профессионального писателя. В 1932-34 годах издал два тома романа о Первой мировой войне «Души в снежном вихре» (латыш. Dvēseļu putenis). В 1939 году Гринс вернулся на военную службу, принимал участие в охране государственной границы Латвии.
После присоединения Латвии к СССР, в июне 1941 года был арестован сотрудниками НКВД и доставлен в Астрахань, где был расстрелян на Рождество того же года.

## Память
Именем Александра Грина назван бульвар в Риге.

## Публикации
- Nameja gredzens (Кольцо Намея, 1931)
- Dvēseļu putenis (Души в снежном вихре[латыш.], часть I, 1933)
- Debesu ugunis (Огни небес; незакончено, 1934)
- Dvēseļu putenis (часть II, 1934)
- Tobago (Тобаго, 1934)
- Трилогия Saderinātie (Обрученные):
  - часть I: Pelēkais jātnieks (Всадник на бледном коне, 1938)
  - часть II: Sarkanais jātnieks (Всадник на рыжем коне, 1938)
  - часть II: Melnais jātnieks (Всадник на вороном коне, 1940)
- Trīs vanagi (Три ястреба, 1938)
- Zemes atjaunotāji (Восстановители земли):
  - часть I: Meža bērni (Дети леса, 1939)
  - часть II: Atdzimusī cilts (Возродившееся племя, 1939)
- Pārnākšana (Возвращение, 1941)